# حزب چپ (فرانسه)
حزب چپ (Parti de Gauche) (PG) یکی از احزاب سوسیال دموکرات فرانسه است.
این حزب توسط برخی از اعضای اسبق حزب سوسیالیست فرانسه، همچون ژان-لوک ملانشن و مارک دولز پایه‌گذاری شد. ملانشن و دولز در نوامبر ۲۰۰۸ میلادی از عضویت در حزب سوسیالیست کناره‌گیری کردند و در اول فوریه ۲۰۰۹ میلادی، حزب چپ را بنیان گذاشتند.
هم‌اکنون این حزب حدود ۹۰۰۰ عضو دارد. از اعضای این حزب، ژان-لوک ملانشن، به‌عنوان یکی از نمایندگان مردم فرانسه در پارلمان اروپا حضور دارد.
ملانشن همچنین توانست با کسب بیش از هفت میلیون رأی، جایگاه چهارم را در انتخابات ریاست جمهوری سال ۲۰۱۷ فرانسه از آن خود سازد.